# Зсув полюсів
Катастрофічний зсув полюсів — не визнана академічною наукою теорія, згідно з якою при певних умовах можлива зміна положення географічних полюсів Землі (тобто її осі) за геологічно короткий час, наприклад, за рахунок зміни положення кори планети щодо внутрішніх її шарів під дією тих чи інших сил. Теорія передбачає можливість катастрофічно швидкого зміщення полюсів (з лінійною швидкістю, яка може досягати близько 3500 км/год в деяких гіпотезах), яке повинно супроводжуватися великомасштабними лихами, що охоплюють всю планету, такими як повені, землетруси, виверження вулканів, підняття морського дна і опускання суші під воду і так далі.
Теорію катастрофічного зсуву полюсів не слід плутати з такими визнаними наукою явищами, як прецесія Земної осі, зміна положення магнітних полюсів Землі і дрейф материків — дані явища відбуваються в геологічно тривалий час і не призводять, згідно з сучасними науковими уявленнями, до яких-небудь масштабних природних катастроф, хоча і відображаються, з плином часу, на характері клімату планети і її зовнішності.

## Опис явища
Прихильники теорії, іноді розходячись у деталях, описують зсув полюсів, ґрунтуючись на наступних припущеннях:
1. Використовується модель структури планети, в якій тверда кора відділяється від ядра шаром речовини, що перебуває в рідкому або напіврідкому стані.
2. Вказується, що нерівномірний розподіл суші і зміна кількості льоду в полярних районах викликають порушення рівноваги кори, створюючи інерційні сили, які прагнуть «провернути» кору щодо ядра планети. Аналогічний ефект можуть викликати гравітаційні і припливні сили, що виникають при зближенні Землі з масивними небесними тілами.
3. Вплив зазначених сил може призвести до зсуву земної кори відносно нижчих шарів. У результаті фізичні полюси планети будуть раптово зміщені по відношенню до підстильної поверхні протягом геологічно короткого періоду часу.
4. Природно, швидка зміна положення кори призведе до значних збурень у гідросфері й атмосфері (викликаними звичайною інерцією), що має привести до ураганів, повеней, гігантських цунамі в масштабах усієї планети. Крім того, саме переміщення одних шарів планети щодо інших викличе активізацію вулканічної діяльності та повсюдні землетруси.
5. За один оборот, який триватиме, за різними теоріями, від кількох годин до декількох тисячоліть, може відбутися зміна лінійного положення полюсів відносно поверхні Землі на кілька тисяч кілометрів або навіть більше.

Ця гіпотеза майже завжди обговорюється не тільки щодо Землі, а й інших планет у Сонячній системі. Вони, можливо, зазнали осьової переорієнтації за час їхнього існування.
По відношенню до Землі гіпотеза катастрофічного зсуву полюсів використовується як пояснення зникнення гіпотетичних доісторичних високорозвинених цивілізацій а також цілого ряду інших явищ. У популярній літературі частіше наводяться найбільш драматичні варіанти теорії, які припускають зміщення земної осі за дуже короткий час (від годин до доби), оскільки такі швидкості припускають, фактично, глобальну катастрофу, яка повинна повністю знищити якщо не все живе на планеті, то, принаймні, всю технічну інфраструктуру сучасної цивілізації.

## Визначення і уточнення
Географічні полюси Землі є точками на поверхні планети, де поверхня перетинає вісь обертання. Гіпотеза зсуву описує зміни в розташуванні цих полюсів відносно підстильної поверхні — явище, відмінне від змін в осьовій орієнтації по відношенню до площини екліптики, які викликані прецесією і нутацією.
Гіпотезу зсуву полюсів не слід плутати з тектонікою плит, широко відомою визнаною геологічною теорією, згідно з якою поверхня Землі складається з твердих пластин, що зсуваються через течію підстильної квазірідкої астеносфери, в результаті чого відбувається континентальний дрейф. Наслідком тектоніки плит буде повільна зміна положення континентів і, відповідно, полюсів, поступова розбіжність і/або злипання материків і поява нових протягом мільйонів років, що в результаті змінює обличчя планети.
Гіпотезу зсуву полюсів також не слід плутати з геомагнітним обертанням, що викликає періодичні зрушення в магнітному полі Землі (фактичне перемикання північного і південного магнітного полюса). Геомагнітне обертання, що підтверджується численними результатами геологічних досліджень, вважається в науковому співтоваристві доведеним, на відміну від гіпотези зсуву полюсів, докази на користь якої вважаються недостатніми або неправильними.

## Історія теорії
У популярній літературі найчастіше описуються гіпотези, що припускають дуже швидкий зсув полюсів. Повільний дрейф полюсів приводив би лише до малопомітних змін, тоді як швидкий зсув виглядає набагато драматичніше, оскільки передбачає різкі зміни в географії і масштабні руйнування через землетруси і цунамі.

### Ранні теорії та їхні прихильники
Згадки про можливість зміщення земної осі можна знайти у статті 1872 р. «Chronologie historique des Mexicains» Чарльза Етьєна Брас де Бурборга, фахівця з літератури доколумбової Америки, який інтерпретував деякі міфи індіанців Мексики як свідоцтва чотирьох періодів глобальних катаклізмів, що нібито мали місце з моменту 10 500 років до нашої ери.
У 1948 році інженер-електрик Х'ю Браун висунув гіпотезу катастрофічного зсуву полюсів. Він стверджував, що накопичення льоду на полюсах викликає перекидання земної осі, що повторюються з періодичністю близько семи тисяч років.
У 1950 році у своїй праці «Зіткнення світів» Іммануїл Великовський, ґрунтуючись на власній інтерпретації історичних джерел, стверджував, що через низку космічних впливів характер обертання Землі спочатку радикально змінився близько 1450 року до нашої ери, а потім повернувся в початковий стан. Ці зміни стали причиною землетрусів і цунамі, які призвели до поділу Червоного моря. Пізніше, через зближення з Марсом, яке, нібито, сталося між 776 і 687 роками до нашої ери, земна вісь знову спочатку повернулася на 10°, а потім повернулася назад. Його інтерпретації джерел науковим співтовариством були відкинуті, а наукова аргументація — спростована.
Чарльз Хепгуд нині, мабуть, найбільш відомий з ранніх прихильників гіпотези зсуву полюсів. У своїх книгах The Earth's Shifting Crust (1958) (що включає передмову Альберта Ейнштейна) і Path of the Pole (1970) Хепгуд, ґрунтуючись на більш ранній моделі Адемара, припустив, що накопичення льоду на полюсах викликає порушення балансу мас в корі планети, що викликає «прослизання» всієї або більшої частини кори щодо ядра, яке зберігає своє положення відносно осі обертання. Ґрунтуючись на власних дослідженнях, Хепгуд припустив, що зрушення відбуваються приблизно протягом 5 тисяч років кожне, перемежовуючись періодами в 20-30 тисяч років, протягом яких полюса не переміщуються. За його розрахунками, кутове переміщення кори протягом одного зсуву не перевищує 40°. За твердженнями Хепгуда, останні точки розташування північного полюса: Гудзонова затока (60˚ N, 73˚ W), в Атлантичному океані між Ісландією і Норвегією (72˚ N, 10˚ E), Юкон (63˚ N, 135˚ W). Щоправда, вже в книзі The Path of the Pole Хепгуд визнав справедливість розрахунків Ейнштейна, які показують, що вага полярних льодів недостатня для зміщення кори. Замість цього пояснення Хепгуд припустив, що причиною переміщення є якісь внутрішні сили, джерела яких розташовані під поверхнею Землі. Хепгуд звернувся до канадського бібліотекаря Ренді Флем-Ату з проханням допомогти в пошуку наукових свідчень своєї гіпотези і її подальшої розробки. Флем-Ат опублікував результати своїх досліджень в 1995 році в роботі When the Sky Fell, написаній ним у співавторстві з дружиною.
У 1974 р. інженер і дослідник Флавіо Барбієрі висловив припущення, що зміщення полюсів сталося 11 тисяч років тому і було відображено в міфології як «загибель Атлантиди і континенту Мю». На його думку, причиною цього катаклізму було зіткнення Землі з кометою, а зниклу Атлантиду потрібно шукати під антарктичним крижаним щитом.

### Пізніші виступи
Тема залучила багатьох авторів, що запропонували свої власні пояснення та прогнози.
У 1970–1980 роках репортер Рут Шик Монтгомері опублікував серію книг, що не подаються як фантастика, в яких навів тлумачення пророцтв Едгара Кейсі, пов'язуючи передбачені останнім глобальні географічні та кліматичні зміни саме зі зрушенням полюсів.
У 1997 році Річард У. Ноон опублікував книгу 5/5/2000, ICE: The Ultimate Disaster, в якій передрікав катаклізм, який повинен був відбутися 5 травня 2000 внаслідок зсуву антарктичної полярної шапки, викликаного парадом планет і посиленням сонячної активності.
У 1998 році відставний інженер Джеймс Г. Боулз запропонував у журналі Atlantis Rising механізм зсуву полюсів, який назвав «Rotation-Bending effect» («ефектом обертального згинання») або «RB-ефектом». Він припустив, що спільний гравітаційний вплив Сонця і Місяця призводить до появи сили, що діє на кору Землі під гострим кутом, що приводить до утворення в мантії «пластичної зони», що дозволяє корі зрушуватися відносно більш низьколежачих шарів. Причинами самого зсуву, як і в ранніх гіпотезах інших авторів, називаються відцентрові сили, що діють на маси льоду на полюсах і призводять до зміщення їх на екватор.
Книги на ту ж тему були видані геологом Вільямом Хаттоном, в тому числі книга Coming Earth Changes: Causes and Consequences of the Approaching Pole Shift (ISBN 0876043619), що зіставляє геологічну історію з тлумаченнями Едгара Кейсі і пророкує катастрофічні зміни клімату до кінця 2001 року. У 2004 році Хаттон у співавторстві з Джонатаном Іглом опублікував книгу Earth's Catastrophic Past and Future: A Scientific Analysis of Information Channeled by Edgar Cayce (ISBN 1-58112-517-8), в якій описуються гіпотетичні механізми зсуву полюсів і передвіщаються терміни цих подій у майбутньому.

## Наукова оцінка
Як показав ще Ейнштейн, Хепгуд сильно переоцінив вплив зміни розподілу мас по поверхні Землі. Розрахунки показують, що зміна розподілу мас як на поверхні, так і в мантії в принципі може призвести до зміни положення географічних полюсів, але немає ніяких підстав вважати, що швидкість таких змін може бути катастрофічно великою. Не існує ніяких визнаних науковим співтовариством досліджень, які підтверджували б факт катастрофічно швидкої зміни положення осі обертання Землі будь-коли за весь час її існування. В даний час встановлено, що місце розташування полюсів у різні періоди часу було різним і змінювалося, але швидкість цієї зміни становила близько 1°/млн років або менше (тоді як, за Хепгудом, в період зміни положення полюсів швидкість цієї зміни становить до 40° в 5 тисяч років, що еквівалентно 1°/125 років, а пізніші «катастрофічні» теорії оперують швидкостями порядку 1°/добу або більше). Аналіз доказів не підтверджує припущення Хепгуда про швидке зміщення шарів Землі. При такій швидкості, очевидно, за час існування людини як біологічного виду зміщення полюсів не могло призвести до скільки-не-будь помітних змін навколишнього середовища (кліматичні ефекти від дрейфу материків набагато більш помітні). Крім того, наявні дані показують, що за останні 130 мільйонів років (тобто з часів розквіту динозаврів, коли ссавців сучасного виду ще не існувало) істинні географічні полюси перемістилися не більше ніж на 5°.
Існує дослідження, згідно з яким у більш ранні часи, в період приблизно між 810 і 790 млн років тому, коли існував суперконтинент Родинія, дві відносно швидкі (за геологічними масштабами) фази переміщення полюсів все ж могли мати місце. В кожній з них вісь обертання Землі поверталася приблизно на 55° (що відповідає середній швидкості переміщення полюсів менше 1°/180 тис. років). Не існує ніяких фізичних свідчень того, що зрушення полюсів відбувалося швидше будь-коли за всю історію існування Землі.